# Mortal Kombat
Mortal Kombat (енгл. Mortal Kombat) серија је борилачких видео-игара које је 1992. развио Midway Games' Чикаго. Након банкрота Midway Games', развојни тим је купио Ворнер брос и претворио га у NetherRealm Studios. Warner Bros. Interactive Entertainment тренутно поседује права франшизе и поново је покренуо 2011. године.
Серија има репутацију високог нивоа крвавог насиља, рачунајући, нарочито, његове Фаталност (енгл. Fatalities) завршне потезе, за које је потребно извршити низ уноса команди. Фаталности су, делом, довели до стварања система за оцењивање видео-игара ESRB.

## Игра
Првобитне три игре и њихова ажурирања, Mortal Kombat, Mortal Kombat II, Mortal Kombat 3, Ultimate Mortal Kombat 3 и Mortal Kombat Trilogy направљени су у дводимензионалном формату. Прве две су игране аркадно џојстиком и пет дугмића: високи ударац, ниски ударац, високи шут, ниски шут и блок. Mortal Kombat 3 и његова ажурирања додали су и шесто дугме за трчање. У ранијим верзијама ликови су изгледали исто, али су се разликовали по посебним покретима.
Према реченици коаутора Мортал комбата Еда Буна, од почетка, једна од ствари које нас одвајају од осталих борилачких видео-игара су луди покрети које смо убацили, као ватрене кугле и магични покрети.
| 1992 | Mortal Kombat                      |
| 1993 | Mortal Kombat II                   |
| 1994 |                                    |
| 1995 | Mortal Kombat 3                    |
| 1995 | Ultimate Mortal Kombat 3           |
| 1996 | Mortal Kombat Trilogy              |
| 1997 | Mortal Kombat 4                    |
| 1997 | Mortal Kombat Mitologies: Sub Zero |
| 1998 |                                    |
| 1999 | Mortal Kombat Gold                 |
| 2000 | Mortal Kombat: Special Forces      |
| 2001 |                                    |
| 2002 | Mortal Kombat: Deadly Alliance     |
| 2003 | Mortal Kombat: Турнирско издање    |
| 2004 | Mortal Kombat: Deception           |
| 2005 | Mortal Kombat: Shaolin Monks       |
| 2006 | Mortal Kombat: Armageddon          |
| 2006 | Mortal Kombat: Unchained           |
| 2007 | Ultimate Mortal Kombat             |
| 2008 | Mortal Kombat vs. DC Universe      |
| 2009 |                                    |
| 2010 |                                    |
| 2011 | Mortal Kombat                      |
| 2011 | Mortal Kombat Arcade Kollection    |
| 2012 | Mortal Kombat: Komplete Edition    |
| 2013 |                                    |
| 2014 |                                    |
| 2015 | Mortal Kombat X                    |
| 2016 | Mortal Kombat XL                   |
| 2017 |                                    |
| 2018 |                                    |
| 2019 | Mortal Kombat 11                   |

### Завршни покрети
Дефиниција и најбоље позната особина Мортал комбат серија је систем завршних покрета који се називају Фаталност. Првобитна идеја је била да се играчима да слободан ударац на крају сваке игре. Фаталности завршни покрети који победнику дају могућност да докрајчи свог противника покретом који је предодређен за одређеног лика кога је изабрао за борбу.

## Ликови
Свака игра се састоји од одређеног броја ликова који су пре почетка приложени у одабиру (има их 64 од 2012. године). То су: Барака, Кејси Кејџ, Сајракс, Ермак, Горо, Џејд, Џекс Бригс, Џони Кејџ, Кабал, Кејно, Кенши, Китана, Кунг Лао, Кертис Страјкер, Лиу Канг, Малина, Мотаро, Најтвулф, Нуб Сајбот, Кван Чи, Рејден, Рејн, Рептил, Скорпион, Сектор, Шенг Цунг, Шао Кан, Шива, Шинок, Синдел, Смоук, Соња Блејд и Саб-Зиро. Ту су такође присутни и други ликови које називамо гостима (Фреди Кругер из филма Страва у Улици брестова, Кратос из игре God of War, Предатор из Предатор, Џејсон Ворхис из Петка тринаестог, Ледерфејс из Тексашког масакра моторном тестером, и Туђин (зеноморф) из Осмог путника.